# Margarete Adler
Margarete "Grete" Adler (Viena, 13 de febrer de 1896 – 10 d'abril 1990) va ser una nedadora, saltadora i professora de gimnàstica austríaca jueva que va prendre part en dues edicions dels Jocs Olímpics.
El 1912 va prendre part en els Jocs Olímpics d'Estocolm, on disputà dues proves del programa de natació. En la prova dels 100 metres lliures quedà eliminada en sèries, mentre que en la prova dels relleus 4x100 metres lliures guanyà la medalla de bronze, amb la qual cosa es convertia en la primera dona austríaca a guanyar una medalla olímpica, conjuntament amb les seves companyes d'equip Klara Milch, Josephine Sticker i Berta Zahourek. Amb els 16 anys i 152 dies que tenia aleshores continua sent l'austríaca més jove a haver guanyat mai una medalla als Jocs d'estiu.
Dotze anys més tard va prendre part en els Jocs Olímpics de París, on va disputar la prova dels palanca de 10 metres del programa de salts. Fou quarta en la seva sèrie i quedà eliminada, posant punt final a la seva carrera olímpica.